# Mimaropa
Mimaropa est une région des Philippines, également appelée région IV-B. Son nom est un composé de celui des cinq provinces qui composent la région : 
- Mindoro occidental,
- Mindoro oriental,
- Marinduque,
- Romblon et
- Palawan.

Elle est constituée d'un chapelet d'îles s'étendant au sud-ouest de Luçon jusqu'à Bornéo. Sa superficie est de 27 456 km2 pour une population de 2 963 360 habitants (recensement 2015). La capitale régionale est Calapan dans le Mindoro oriental.